# Adama Keïta
Adama Keïta, född 5 juni 1997, är en fransk handbollsspelare som spelar för Paris Saint-Germain.

## Karriär
Keïta är uppväxt i en handbollsfamilj där fem av sju syskon spelat handboll och där även den äldre brodern Mahamadou även spelar professionellt.
2015 gick Keïta till Paris Saint-Germain och i februari 2018 skrev han på sitt första proffskontrakt med klubben. I mars 2021 förlängde Keïta sitt kontrakt med två säsonger.

## Meriter

### Klubblag
- Fransk mästare (6): 2018, 2019, 2020, 2021, 2022, 2023
- Fransk ligacupmästare (2): 2018, 2019
- Fransk cupmästare (3): 2018, 2021, 2022

### Landslag
- Brons vid U21-VM 2017